# Universität für Chemieingenieurwesen Peking

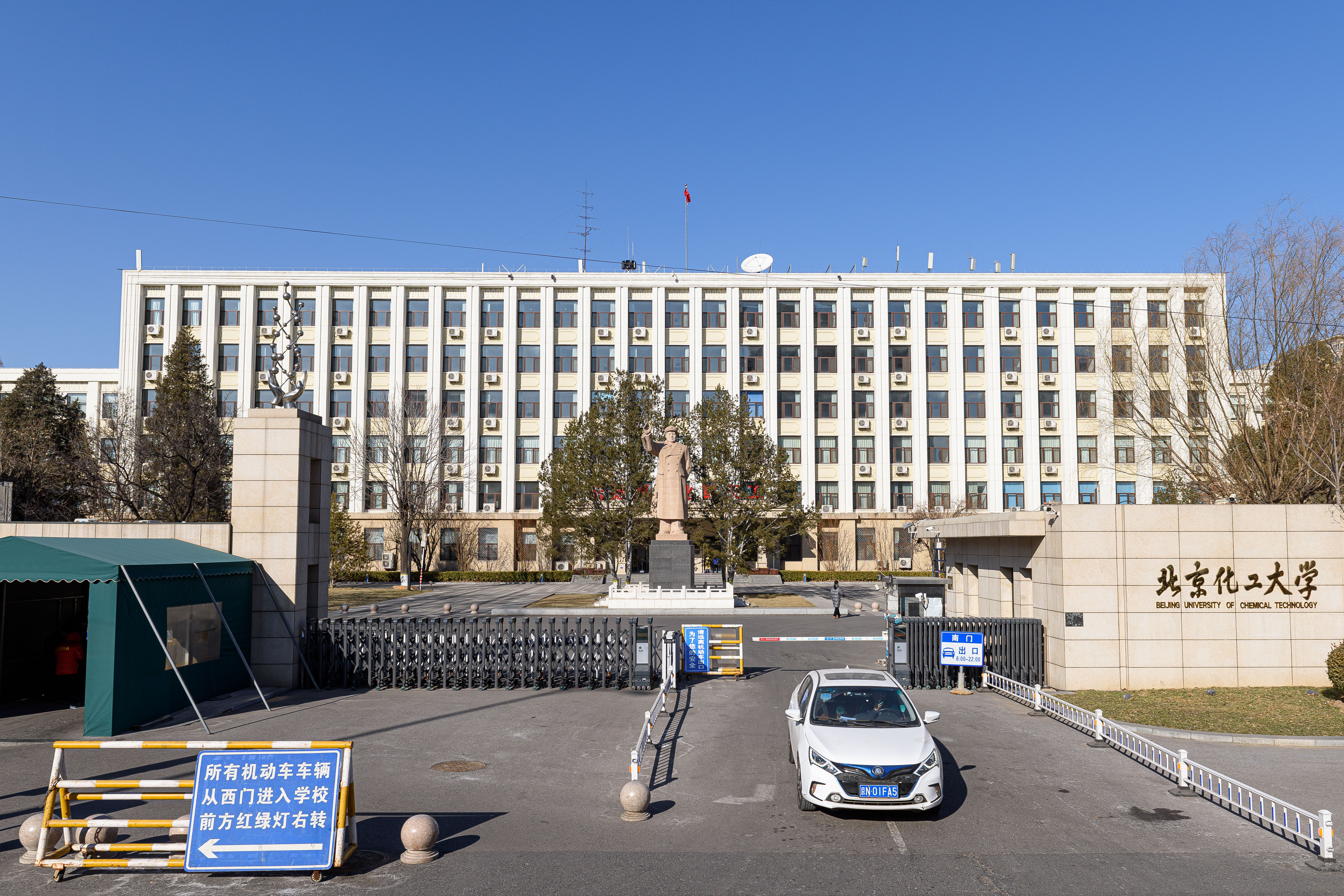
Universität für Chemieingenieurwesen Peking

Die Universität für Chemieingenieurwesen Peking (chinesisch 北京化工大学) wurde 1958 gegründet und umfasst neun Fakultäten. Etwa 12.000 Hochschüler studieren an der Universität.

## Fakultäten
- Fakultät für Berufsbildung
- Fakultät für Bioingenieurwesen
- Fakultät für Chemieingenieurwesen
- Fakultät für Informatik
- Fakultät für Maschinenbau
- Fakultät für Naturwissenschaften
- Fakultät für Weiterbildung
- Fakultät für Werkstoffkunde und Werkstofftechnik
- Fakultät für Wirtschaftswissenschaften und Management